# Plaines Wilhems
Plaines Wilhems is een van de twee door land ingesloten districten van Mauritius en ook een van de belangrijkste districten van het eiland. Het district heeft een oppervlakte van 205 vierkante kilometer. In 2000 had het district bijna 360.000 inwoners, veruit het grootste aantal van Mauritius' negen districten. De hoofdstad van het district is Beau Bassin-Rose Hill.

## Grenzen
Plaines Wilhems heeft enkel grenzen met vijf andere districten:
- Moka in het noordoosten.
- Grand Port in het zuidoosten.
- Savanna in het zuiden.
- Black River in het westen.
- Een korte grens met Port Louis in het uiterste noorden.

## Steden
In Plaines Wilhems liggen vijf van Mauritius' grootste steden:
- Beau Bassin
- Rose Hill
- Curepipe
- Quatre Bornes
- Vacoas-Phoenix